# Acrophyseter deinodon
Acrophyseter deinodon és una espècie de catxalots basals que visqueren fa uns sis milions d'anys. Amb una llargada de 4 m, A. deinodon era molt més petit que els catxalots d'avui en dia. Tenia el rostre relativament corb i una mandíbula corbada cap amunt. A diferència del catxalot actual, tenia dents grosses tant al maxil·lar superior com a l'inferior. Sembla que Acrophyseter s'alimentava d'animals grossos, com ara cetacis més petits, pinnípedes i pingüins.